# Патна
Патна (хинд. पटना) је град у Индији у држави Бихар. По подацима из 2001. године у граду је живело 1.697.976 становника.
Савремени град Патна је смјештен на јужној обали ријеке Ганг. Град такође обухвата обале ријека Коси, Соне и Гандак. Патна је приближно 25 km дуга и 9 до 10 km широка. Патна је 14. највећи град Индије с приближно 1,8 милиона становника, односно 168. највећа агломерација на свијету. Представља највећи град у источном дијелу Индије после Колкате. Данас су, због веће важности Патне, тамо своја сједишта и испоставе установиле бројне важне компаније. Град у посљедње вријеме расте захваљујући буму на тржишту некретнина и услужног сектора. Такође су у њему установљене и бројне образовне институције.
Патна такође представља једно од најстаријих континуирано насељених мјеста на свијету.. Древна Патна, позната по именом Паталипутра, била је престоница Магадског царства под династијама Харјанка, Нанда, Мауријском, Сунга, Гупта, Пала и Сури. 
Паталипутра је такође била позната као културно и образовно средиште. У Мауријском периоду (око 300. п. н. е.) је имала око 400.000 становника. Озидано средиште, које становници зову Патна Сити је данас главно место за трговину.
У граду и околици се налазе бројна будистичка, хиндустичка и џаинистичка мјеста ходочашћа као што су Ваисхали, Рајгир, Наланда, Bodhgaya и Павапури, а Патна је такође свети град за сихе. Сикх Гуру, оснивач и први врховни комаднат сикске Халса војске, Гуру Гобинд Сингх је родом из Патне.

## Становништво
Према незваничним резултатима пописа, у граду је 2011. живело 1.683.200 становника.
| 1991.   | 2001.     | 2011.     |
| ------- | --------- | --------- |
| 917.243 | 1.366.444 | 1.683.200 |